# GnuCash
GnuCash — программа финансового учёта (доходы, расходы, банковские счета, акции). Имеет иерархическую систему счетов, может разбивать одну транзакцию на несколько частей, напрямую импортировать данные счетов из интернета (формат электронной выписки — SWIFT MT940), поддерживает Accounting Periods. Базируется на профессиональных принципах бухгалтерского учёта. Поставляется с набором стандартных отчётов и позволяет создавать свои собственные отчёты, как новые, так и видоизменённые из поставленных.
Предназначена для частных лиц и малых предприятий. GnuCash является частью проекта GNU и доступна свободно для Linux, FreeBSD, Solaris, Mac OS X и других Unix подобных платформ, а также Windows NT (2000 или более новая).
Локализация выполнена на несколько языков (21), в том числе и на русский.

## Функциональные возможности
- Графический интерфейс пользователя
- Стандартная двойная запись для ведения бухгалтерского учёта
- Транзакции по расписанию
- Учёт кредитных платежей
- Построение отчётов и графиков
- Поддержка бухгалтерского учёта для малых предприятий
- Импорт файлов данных из других финансовых систем OFX[англ.], QIF
- (Ограниченная) поддержка многопользовательского интерфейса баз данных SQL
- Многовалютный учёт
- Работа с портфелем акций и паями паевых инвестиционных фондов
- Получение данных об акциях и паях через интернет
- Финансовый калькулятор

## Разработка
Разработка GnuCash начата в 1997 году, первый стабильный релиз вышел в 1998 году. Версия для Windows NT доступна, начиная с релиза 2.1.0, выпущенного 14 апреля 2007 года. Большая часть (80 %) GnuCash написана на Си, небольшие фрагменты (13 %) на Scheme/Lisp. Начиная с версии 2.0, выпущенной 10 июля 2006 года, используется версия графической библиотеки GTK+.

## Хранение данных
GnuCash поддерживает хранение данных как в формате XML, так и в базах данных SQLite3, MySQL или PostgreSQL.